# Michel Hmaé
Michel Hmaé (* 21. März 1978 in Nouméa) ist ein ehemaliger Fußballspieler, welcher u. a. für den AS Mont-Dore in der Neukaledonischen Fußballliga spielte.

## Karriere
Hmaé startete seine Profi-Karriere in Tahiti mit dem AS Pirae und kehrte 2003 nach Neukaledonien zurück, wo er bei AS Magenta in Nouméa unterschrieb. Nach fünfeinhalb Jahren kehrte er den AS Magenta den Rücken und wechselte zu AS Kirikitr. Mit dem AS Kirikitr spielte er nur die Saison 2008/2009 und wechselte zur neuen Saison zu Le Mont-Dore.	

### International
Hmaé war außerdem Stürmer in der Neukaledonische Fußballnationalmannschaft. Auf internationaler Ebene erzielte er sechs Tore im OFC-Nationen-Pokal 2004, davon fünf beim 8:0-Sieg gegen die Cookinseln. Bei den South Pacific Games 2003 schoss er vier Tore gegen Mikronesien.